# Virginie Surdej
Virginie Surdej, née le 15 décembre 1978 à Poznań (Pologne), est une cinéaste belge, connue notamment pour son travail de directrice de la photographie  sur Une famille syrienne (InSyriated, 2017) pour lequel elle obtient le Magritte de la meilleure image en 2018 (8e cérémonie). Elle est également scénariste.

## Filmographie

### Directrice de la photographie

#### Longs métrages
- 2005 : Linda & Ali : Two Worlds Within Four Walls de Lut Vandekeybus
- 2007 : La Vie de château de Modi Barry et Cédric Ido
- 2012 : Ma belle gosse de Shalimar Preuss
- 2013 : La Nuit qu'on suppose de Benjamin d'Aoust
- 2014 : Comme une envie de moustache de Mathias Desmarres
- 2014 : L'Année prochaine de Vania Leturcq
- 2015 : Much Loved de Nabil Ayouch
- 2016 : Every Song a Story d'Aaslaug Vaa (également scénariste)
- 2016 : Wolf and Sheep de Shahrbanoo Sadat
- 2017 : Dreams by the Sea (Dreymar við havið) de Sakaris Stora
- 2017 : Lida d'Anna Eborn
- 2017 : Razzia de Nabil Ayouch
- 2017 : Satan Said Dance (Szatan kazał tańczyć) de Katarzyna Roslaniec
- 2017 : Une famille syrienne de Philippe Van Leeuw
- 2019 : By the Name of Tania de Mary Jimenez et Bénédicte Liénard
- 2019 : Transnistra d'Anna Eborn
- 2019 : L'Orphelinat de Shahrbanoo Sadat
- 2019 : Nuestras madres de César Diaz
- 2019 : Adam de Maryam Touzani
- 2020 : Haut et Fort de Nabil Ayouch
- 2021 : Le Cœur noir des forêts de Serge Mirzabekiantz
- 2022 : Dreaming Walls de Maya Duverdier et Amélie van Elmbt
- 2022 : Salt Lake (Jezioro slone) de Katarzyna Roslaniec
- 2022 : Walter Hus, a Musical Journey d'Astrid Mertens
- 2022 : Le Bleu du caftan de Maryam Touzani
- 2022 : Children of Stars (Barn av stjerner) de Jørn Nyseth Ranum et Aaslaug Vaa
- 2023 : Luka de Jessica Woodworth
- 2024 : Au fil des saisons (Funny Birds) de Hanna Ladoul et Marco La Via
- 2024 : Mexico 86 de César Diaz
- 2024 : Everybody Loves Touda de Nabil Ayouch
- 2024 : The Last Paradise on Earth de Sakaris Stora
- 2024 : Fuga de Mary Jimenez et Bénédicte Liénard

#### Courts et moyens métrages
- 2006 : Mur de Benjamin d'Aoust
- 2008 : Je ne connais pas d'Alice de Sébastien Loghman
- 2008 : L'Arbre de Cécile Verstraeten
- 2008 : L'Escale de Shalimar Preuss
- 2009 : Rinse and Spin de Peter Snowdon
- 2010 : The Night I Became a Doll d’Alice Anderson
- 2010 : Victor de Cécile Verstraeten et Alice Verstraeten
- 2011 : Point de fuite de Benjamin d’Aoust
- 2012 : Summarnátt de Sakaris Stora
- 2014 : Vetrarmorgun de Sakaris Stora
- 2016 : Gigot bitume de Clémence Madeleine-Perdrillat
- 2017 : Heaven has been fooled d'Odeta Cunaj
- 2018 : Les Jouvencelles de Delphine Corrard
- 2019 : Uncut de Sébastien Loghman
- 2021 : Ka Me Kalu de Flonja Kodheli
- 2023 : Mon cœur en arrière de Sarah Gouret

## Distinctions

### Récompenses
- Festival Cinema Jove de Valence 2017 : Mention pour la meilleure image pour Satan Said Dance (Szatan kazał tańczyć)
- Magritte 2018 : Magritte de la meilleure image pour Une famille syrienne
- Festival de Carthage 2019 : Meilleure photographie pour Adam
- Festival d'Oostende 2019 : Meilleure photographie pour Nuestras Madres
- Festival international du film francophone de Namur 2019 : Bayard d’Or de la meilleure photographie pour By the Name of Tania
- Festival de Bruxelles 2023 : Meilleure photographie pour Luka

### Nominations
- Camerimage 2019 : nomination comme meilleur long-métrage documentaire pour By the Name of Tania
- Magritte 2020 : nomination au Magritte de la meilleure image pour Nuestras Madres